# Challenger de Tigre 2025
L'AAT Challenger Tigre 2025 è stato un torneo maschile di tennis professionistico. È stata la 5ª edizione del torneo, facente parte della categoria Challenger 50 nell'ambito dell'ATP Challenger Tour 2025, con un montepremi di 60 000 $. Si è giocato dal 13 al 19 gennaio 2025 sui campi in terra rossa dell'Hacoaj Nautical Club di Tigre, in Argentina.

## Partecipanti

### Teste di serie
| Nazionalità | Giocatore               | Ranking* | Testa di serie |
| ----------- | ----------------------- | -------- | -------------- |
| Argentina   | Román Andrés Burruchaga | 152      | 1              |
| Bolivia     | Murkel Dellien          | 186      | 2              |
| Argentina   | Andrea Collarini        | 206      | 3              |
| Perù        | Juan Pablo Varillas     | 212      | 4              |
| Stati Uniti | Emilio Nava             | 213      | 5              |
| Argentina   | Facundo Mena            | 221      | 6              |
| Paraguay    | Daniel Vallejo          | 233      | 7              |
| Perù        | Gonzalo Bueno           | 240      | 8              |

* Ranking al 6 gennaio 2025.

### Altri partecipanti
I seguenti giocatori hanno ricevuto una wild card per il tabellone principale:
- Ezequiel Monferrer
- Lautaro Midón
- Máximo Zeitune

Il seguente giocatore è entrato in tabellone con il ranking protetto:
- Nicolás Kicker

Il seguente giocatore è entrato in tabellone come alternate:
- Àlex Martí Pujolràs

I seguenti giocatori sono passati dalle qualificazioni:
- Luciano Emanuel Ambrogi
- Maxime Chazal
- Gonzalo Villanueva
- Marco Cecchinato
- Mariano Kestelboim
- João Lucas Reis da Silva

## Punti e montepremi
| Torneo    | Torneo              | V     | F     | SF    | QF    | 2T    | 1T  | Q | Q2  | Q1  |
| Singolare | Punti               | 75    | 44    | 22    | 12    | 6     | 0   | 4 | 2   | 0   |
| Singolare | Premi in denaro ($) | 9 880 | 5 820 | 3 450 | 2 000 | 1 165 | 720 | – | 360 | 185 |
| Doppio    | Punti               | 75    | 44    | 22    | 12    | –     | 0   | – | –   | –   |
| Doppio    | Premi in denaro ($) | 4 250 | 2 450 | 1 480 | 880   | –     | 500 | – | –   | –   |

## Campioni

### Singolare
Juan Pablo Varillas ha sconfitto in finale  Daniel Vallejo con il punteggio di 6–4, 6–4.

### Doppio
Mariano Kestelboim /  Gonzalo Villanueva hanno sconfitto in finale  Luís Britto /  Franco Roncadelli con il punteggio di 6–2, 7–5.